# Finist'air
Finist'air (mã ICAO = FTR) là hãng hàng không của Pháp, trụ sở ở Brest. Hãng có căn cứ ở Sân bay Brest Guipavas (Pháp). Hãng có 1 tuyến đường quốc nội và dịch vụ air taxi, cũng như chở hàng hóa.

## Lịch sử
Finist'air được thành lập và bắt đầu hoạt động từ năm 1981, với mục đích chở hành khách giữa Ouessant (ở Quần đảo Ponant) và Brest. Ngoài ra, hãng cũng có dịch vụ air taxi theo yêu cầu của khách hàng.

## Các nơi đến
- Brest
- Ouessant (mỗi ngày 2 chuyến)

Các nơi đến của Air taxi:
- Dinard
- Ile d'Yeu
- La Baule
- Lorient
- Nantes
- Quiberon
- Quimper
- Rennes
- Vannes

## Đội máy bay
- 2 Cessna 208 Caravan